# Донський (Городищенський район)
Донський (рос. Донской) — хутір у Городищенському районі Волгоградської області Російської Федерації.
Населення становить 137 осіб. Входить до складу муніципального утворення Паньшинське сільське поселення.

## Історія
Хутір розташований у межах українського історичного та культурного регіону Жовтий Клин.
Згідно із законом від 14 травня 2005 року № 1058-ОД органом місцевого самоврядування є Паньшинське сільське поселення.

## Населення
| 2010 |
| ---- |
| 137  |